# Francisco Maria Píccolo
Francisco María Píccolo (Palermo, 25 marzo 1654 – Loreto, 22 febbraio 1729) è stato un religioso, presbitero e missionario italiano naturalizzato spagnolo.

## Biografia
Entrò a far parte della Compagnia di Gesù nel 1673. Giunse nel vicereame della Nuova Spagna nel 1684 e fu volontario alle missioni del nord del Messico. Per 13 anni sviluppò un'intensa attività missionaria sulla sierra Tarahumara, nell'attuale stato di Chihuahua e qui, nel 1689, pronunciò la Professione solenne nella Compagnia di Gesù.
Eusebio Francisco Kino, S.J., la "forza motrice" degli sforzi gesuiti, che aveva fallito due volte nel tentativo di stabilire una missione, non fu in grado di partecipare quando il progetto divenne finalmente realtà. Come conseguenza l'iniziativa passò a Juan María de Salvatierra, S.J. Piccolo attraversò il Golfo di California per diventare assistente di padre Juan María de Salvatierra, circa un mese dopo. Infatti, nel 1697, lo accompagnò nella fondazione della Missione di Loreto tra i Monqui e nel 1699 stabilì il secondo centro di evangelizzazione nella Missione di San Francesco Saverio di de Viggé Biaundó, ove servì fino al 1701, quando abbandonò la missione a causa delle minacce ricevute dalla popolazione indigena. Ritornò quindi a Città del Messico ove lavorò per le missioni della Bassa California.
Fu nominato "visitatore" delle missioni gesuitiche nello stato di Sonora dal 1705 al 1709, dopo di che tornò nella Bassa California e servì nella missione di Santa Rosalía de Mulegé fino al 1718.  Fu quindi trasferito nella Missione di Loreto, ove rimase fino alla sua morte, avvenuta il 22 febbraio 1729.

## Opere
La sua Informe, o rapporto del 1702, pubblicato a Città del Messico, fu un'influente prima descrizione delle missioni peninsulari, sebbene il suo ottimismo circa il potenziale della Bassa California avesse causato qualche imbarazzo nei futuri apologisti gesuiti. Egli condusse numerosi viaggi esplorativi in cerca di neofiti e luoghi per future missioni, compresi i viaggi nelle località che successivamente sarebbero divenute le missioni La Purissima e San Ignacio Kadakaamán. I suoi racconti su questi viaggi contengono informazioni etnografiche supplementari sui Cochimí.